# フリードリヒ・シュライアマハー
フリードリヒ・ダニエル・エルンスト・シュライアマハー（ドイツ語: Friedrich Daniel Ernst Schleiermacher、ドイツ語: [ˈfʁiːdʁɪç ˈʃlaɪɐˌmaχɐ]、1768年11月21日 - 1834年2月12日）は、ドイツの敬虔主義神学者、哲学者、文献学者。自由主義神学の先駆者、一般解釈学の開祖にして、ドイツ観念論の代表的思想家の一人である。

## 姓の表記
日本語ではシュライエルマッヘル、シュライエルマッハー、シュライアーマッハー、シュライアマッハーとも表記されるが、日本シュライアマハー協会は、原音に近い簡明な日本語表記として「シュライアマハー」で統一しようとウェブサイト上で提案している。

## 生涯
1768年11月21日、シュレジエン地方ブレスラウ（現ポーランド領ヴロツワフ）で改革派教会の牧師の家庭に生まれる。1783年、ニースキーの寄宿制高等学校で生活し、1785年に、ヘルンフート兄弟団のマクデブルクの神学校へ入学。1787年、ハレの神学校に移籍し、ヴォルフ派のヨハン・アウグスト・エーバーハルト（Johann August Eberhard）に師事する。
1790年に神学試験に合格し、フリードリヒ・アレクサンダー・ツー・ドーナ伯爵（Friedrich Alexander zu Dohna）家の家庭教師の職を得る。1793年、教員養成所教員試補となり、翌1794年、改革派説教者ヨハン・ロレンツ・シューマン（Johann Lorenz Schumann）の助手となる。1796年にはシャリテ慈善病院の牧師となる。
1804年1月、ヴュルツブルク大学の神学教授となり、同年10月にハレ大学に移籍するも、1806年にハレ大学が閉鎖される。1811年、ベルリン大学教授、初代神学部長に就任。1834年2月12日、肺炎によりベルリンにて亡くなる。

## 思想

### 概要
自由主義神学（リベラル派）の祖とされ、「近代神学の父」とも評される。ロマン主義の神学者として知られる。自著『宗教論』において、「宗教の本質は知識や行為ではなく、直観と感情である」とした。感情を中核にした信仰概念の把握をとくとともに、近代聖書解釈学を代表する人物である。
哲学者としては、通常ドイツ観念論に属する思想家として把握される。
文献学、聖書解釈学や法解釈学といった様々な個別解釈学の分野を超えて、日常言語までを含めた言語的所産の「理解」に関する原理についての一般解釈学の理論を提唱し、解釈学の祖ともされる。

### 神学
神学思想全体の中心を、人間の外側にある超自然的現実やその解説にあるのではなく、人間自身の中に存するとし、硬直した正統主義と、合理主義的で道徳を説く立場と闘った。
彼は宇宙とその全体のカテゴリーによって聖書のGodを理解しようとした。宇宙への依存を自覚している人間の中で、依存していることを完全に否定できる人間はいないとし、この意識が薄れることを罪と考えた。

そして弁神論（theodecy）の文脈においては、主知主義と主意主義という対立軸を提唱した。

### 哲学
ドイツ観念論の時代に生きた彼は、イマヌエル・カント、ヨハン・ゴットリープ・フィヒテ、ゲオルク・ヴィルヘルム・フリードリヒ・ヘーゲルらの思想を批判することによって自身の独自の思想体系を作り上げていったが、生前にその体系が明らかになることはなく、哲学者としての業績より自由主義神学の神学者としての業績が評価されていた。彼の哲学大系の中核には、弁証法があるが、それはヘーゲルのそれとは異なり、あくまで対話に基礎を置くものであった。彼にとって歴史的に制約された人間の知的な営みである学とは、相対立する二つの命題を一つの原理に基づき止揚し閉じた体系を作り出していくようなものではありえず、二つの命題が常に対話関係にあって、その時々の良識の中で適切な決定を図っていこうとするものであって、それは常に改良を加えることのできる終わりのない開かれた体系なのである。

### 解釈学
解釈とは、異質な言説の「理解」であるが、文献学における解釈の対象はギリシア・ローマの古典に限られ、アルトによれば、古代ギリシア・ローマ時代の作家の思想を、後の時代に生きている者が理解できるのは、二つの時代をつなぐ共通の「精神」があるからあり、文献学的教養を積むことによって二つの時代の異質な言説の差異は解消されるとされていた。
彼はこのような限定的な技術的態度を批判し、解釈学の対象は古典作品に限らず、ひろく日常的な会話までを含むものとした上で、語る者と受け取る者の基本的な関係は精神ではなく、「言語」であり、その基本条件をなす規則を相互の完全な連関を含む形で抽出するのが解釈学の一般理論であるとした。そして、言語は、ある時代のある語り手の言説の「文法的側面」のみならず、その語り手の個性さえも踏まえた心理過程を経て言説が表現されるという「心理的側面」の二つの側面を有するから、解釈もその二つの側面に即してなされるべきであるとした上で、直接に理解されるべき対象に向かってその個性を捉える「予見法」と理解されるべき対象を含む大きな普遍を設定し、そのなかで同じ普遍に属する他の対象と比較して理解されるべき対象の個性を探ろうとする「比較法」を用いて、その二つの方法の連続した循環の中から文体と作家の個性のそれぞれに二つの方向から肉薄することによって、豊かな発展的理解の可能性を見出そうとしたのである。
彼の伝記『シュライアマハーの生涯』はヴィルヘルム・ディルタイの研究者としての処女作でもある。ディルタイは、シュライアマハーの一般的解釈学を単なる言語的所産を超えて、その背後にある歴史・文化、人間の生の表現を対象とする精神科学の基礎理論に昇華させた。
その後、シュライアマハーとディルタイの解釈学は、「ロマン主義的解釈学」であるとしてハンス・ゲオルク・ガダマーによって批判されたが、解釈学の伝統は、マルティン・ハイデッガーの存在論的解釈学などを通じて現在も哲学の一潮流として影響を与え続けている。

## 主な日本語訳
- 『宗教論―宗教を軽んずる教養人への講話』 高橋英夫訳（筑摩書房〈筑摩叢書〉、1991年）
- 『独白』 木場深定訳（岩波文庫、1995年）
- 『神学通論 （1811年/1830年）』 加藤常昭・深井智朗訳（教文館、2009年）
- 『宗教について 宗教を軽蔑する教養人のための講話』 深井智朗訳（春秋社、2013年）
- 『キリスト教信仰』 安酸敏眞訳（教文館「キリスト教古典叢書」、2020年）
- 『『キリスト教信仰』の弁証 『信仰論』に関するリュッケ宛ての二通の書簡』 安酸敏眞訳（知泉書館、2015年）
- 『ドイツ的大学論』 深井智朗訳（未來社〈転換期を読む〉、2016年）